# مناطق نیروی دریایی سپاه پاسداران انقلاب اسلامی
مناطق نیروی دریایی سپاه پاسداران انقلاب اسلامی، مناطق پنچ‌گانه‌ای هستند که در سواحل شمالی خلیج فارس استقرار دارند. این مناطق هر کدام چند پایگاه دریایی کوچک‌تر را در بر دارند. در هر یک از این مناطق، انواع شناورها، یگان‌های موشکی ساحل به دریا، یگان‌های پدافند ضدهوایی، یگان‌های ویژهٔ دریایی و تکاوران و تفنگداران دریایی مستقرند. این مناطق عبارت‌اند از: منطقهٔ یکم دریایی صاحب‌الزمان مستقر در بندرعباس، منطقهٔ دوم دریایی نوح نبی مستقر در بوشهر، منطقهٔ سوم دریایی امام حسین مستقر در بندر ماهشهر، منطقهٔ چهارم دریایی ثارالله مستقر در بندر عسلویه و منطقهٔ پنجم دریایی امام باقر مستقر در بندر لنگه.
همهٔ این مناطق زیر نظر نیروی دریایی سپاه پاسداران انقلاب اسلامی و قرارگاه دریایی خاتم‌الانبیای ۲ سپاه فعالیت می‌کنند که در کنار قرارگاه دریایی خاتم‌الانبیای ۱ ارتش جمهوری اسلامی ایران، وظیفهٔ حفاظت از منافع ایران در خلیج فارس و دریای عمان را برعهده دارند.